# Nanteuil-le-Haudouin
Pour les articles homonymes, voir Nanteuil.
Nanteuil-le-Haudouin est une commune française située dans le département de l'Oise en région Hauts-de-France.

## Géographie

### Description
Nanteuil-le-Haudouin est un bourg picard du Valois située à mi-chemin entre Paris et Soissons, à environ 50 km de Paris, Il est traversé par la route nationale 2.
Depuis 2019, son territoire est partiellement inclus dans le Parc naturel régional Oise-Pays de France

### Communes limitrophes
| Versigny                 |                      | Péroy-les-Gombries   |
| Montagny-Sainte-Félicité | Nanteuil-le-Haudouin | Villers-Saint-Genest |
| Silly-le-Long            | Ognes                | Chèvreville          |

### Hydrographie

#### Réseau hydrographique
La commune est située dans le bassin Seine-Normandie. Elle est drainée par la Nonette et le ru Marquant,,.
La Nonette, d'une longueur de 40 km, prend sa source dans la commune  et se jette  dans l'Oise à Saint-Leu-d'Esserent, après avoir traversé 14 communes. 
Le Ru Marquant conflue dans la Nonette à Nanteuil-le-Haudoin.

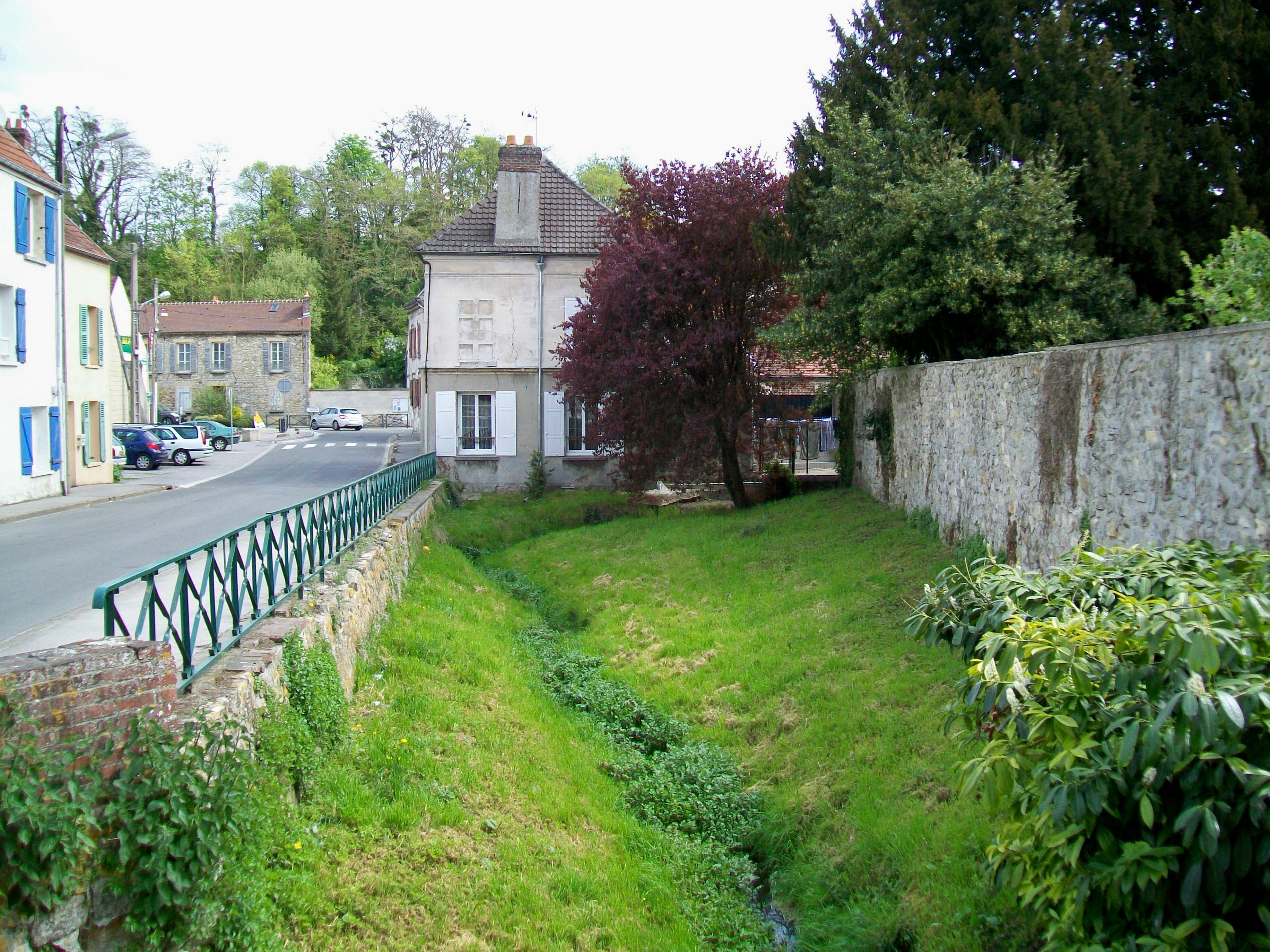
Le vieux « gué » traversé par la jeune Nonette, qui était jadis retenue ici pour remplir le bassin.
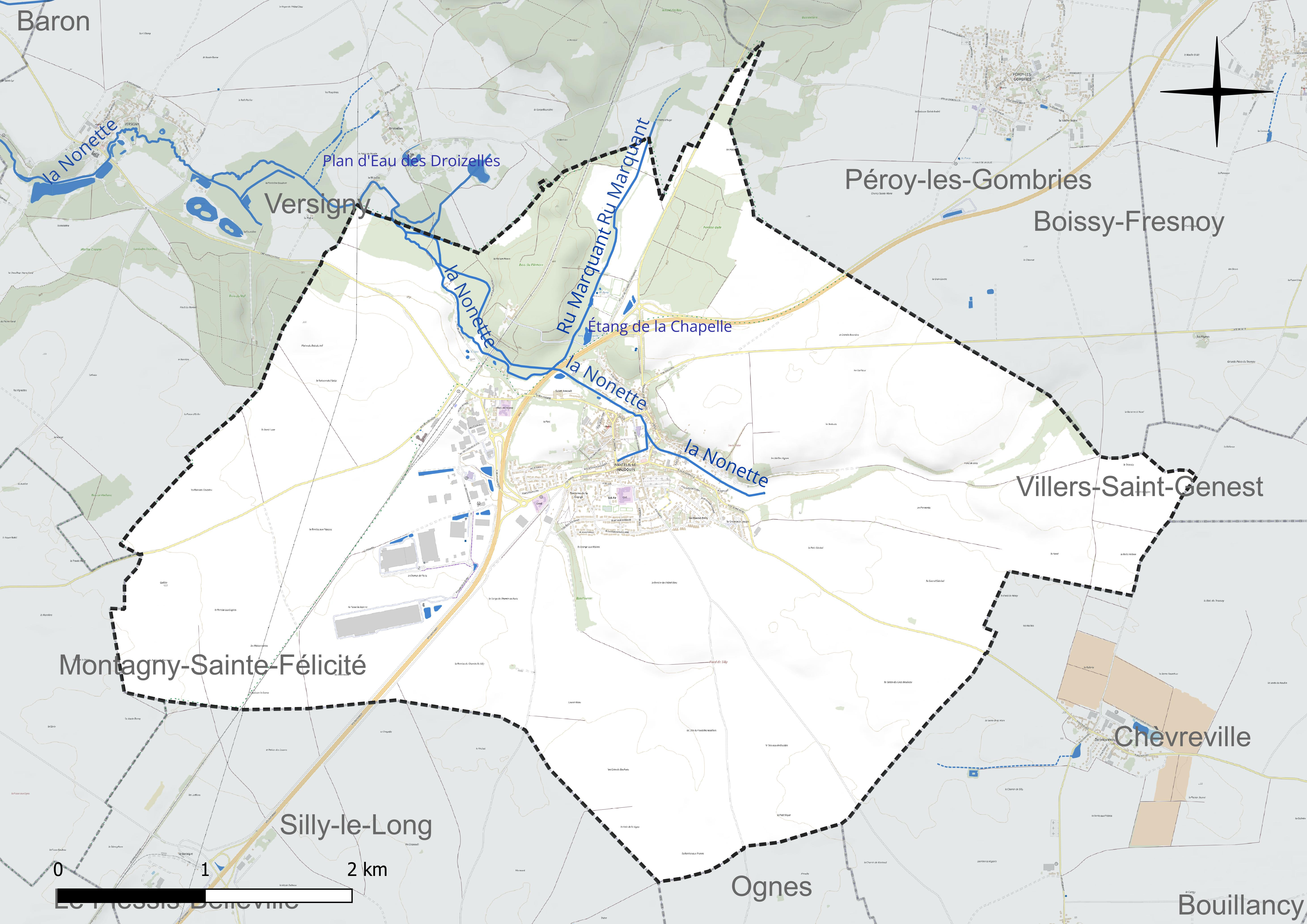
Réseau hydrographique de Nanteuil-le-Haudouin.

Un plan d'eau complète le réseau hydrographique : l'étang de la Chapelle (0,5 ha),.

#### Gestion et qualité des eaux
Le territoire communal est couvert par le schéma d'aménagement et de gestion des eaux (SAGE) « Sensée ». Ce document de planification concerne un territoire de 413 km2 de superficie, délimité par le bassin versant de la Nonette et de ses deux principaux affluents, la Launette et l'Aunette. Le périmètre a été arrêté le 3 avril 1998 et le SAGE proprement dit a été approuvé le 28 juin 2006, puis révisé le 15 décembre 2015. La structure porteuse de l'élaboration et de la mise en œuvre est le syndicat Interdépartemental du SAGE de la Nonette. 
La qualité des cours d'eau peut être consultée sur un site dédié géré par les agences de l'eau et l'Agence française pour la biodiversité.

### Climat
Pour des articles plus généraux, voir Climat des Hauts-de-France et Climat de l'Oise.
En 2010, le climat de la commune est de type climat océanique dégradé des plaines du Centre et du Nord, selon une étude du CNRS s'appuyant sur une série de données couvrant la période 1971-2000. En 2020, Météo-France publie une typologie des climats de la France métropolitaine dans laquelle la commune est exposée à un climat océanique altéré et est dans la région climatique  Nord-est du bassin Parisien, caractérisée par un ensoleillement médiocre, une pluviométrie moyenne régulièrement répartie au cours de l'année et un hiver froid (3 °C). 
Pour la période 1971-2000, la température annuelle moyenne est de 10,7 °C, avec une amplitude thermique annuelle de 14,9 °C. Le cumul annuel moyen de précipitations est de 716 mm, avec 11,1 jours de précipitations en janvier et 8,3 jours en juillet. Pour la période 1991-2020, la température moyenne annuelle observée sur la station météorologique la plus proche, située sur la commune du Plessis-Belleville à 7 km à vol d'oiseau, est de 11,4 °C et le cumul annuel moyen de précipitations est de 661,7 mm,. Pour l'avenir, les paramètres climatiques de la commune estimés pour 2050 selon différents scénarios d'émission de gaz à effet de serre sont consultables sur un site dédié publié par Météo-France en novembre 2022.

## Urbanisme

### Typologie
Au 1er janvier 2024, Nanteuil-le-Haudouin est catégorisée bourg rural, selon la nouvelle grille communale de densité à sept niveaux définie par l'Insee en 2022.
Elle appartient à l'unité urbaine de Nanteuil-le-Haudouin, une unité urbaine monocommunale constituant une ville isolée,. Par ailleurs la commune fait partie de l'aire d'attraction de Paris, dont elle est une commune de la couronne,. 

### Occupation des sols
L'occupation des sols de la commune, telle qu'elle ressort de la base de données européenne d'occupation biophysique des sols Corine Land Cover (CLC), est marquée par l'importance des territoires agricoles (80,8 % en 2018), en diminution par rapport à 1990 (84,2 %). La répartition détaillée en 2018 est la suivante : 
terres arables (79,4 %), zones urbanisées (10,6 %), forêts (8,5 %), prairies (1,4 %). L'évolution de l'occupation des sols de la commune et de ses infrastructures peut être observée sur les différentes représentations cartographiques du territoire : la carte de Cassini (XVIIIe siècle), la carte d'état-major (1820-1866) et les cartes ou photos aériennes de l'IGN pour la période actuelle (1950 à aujourd'hui).

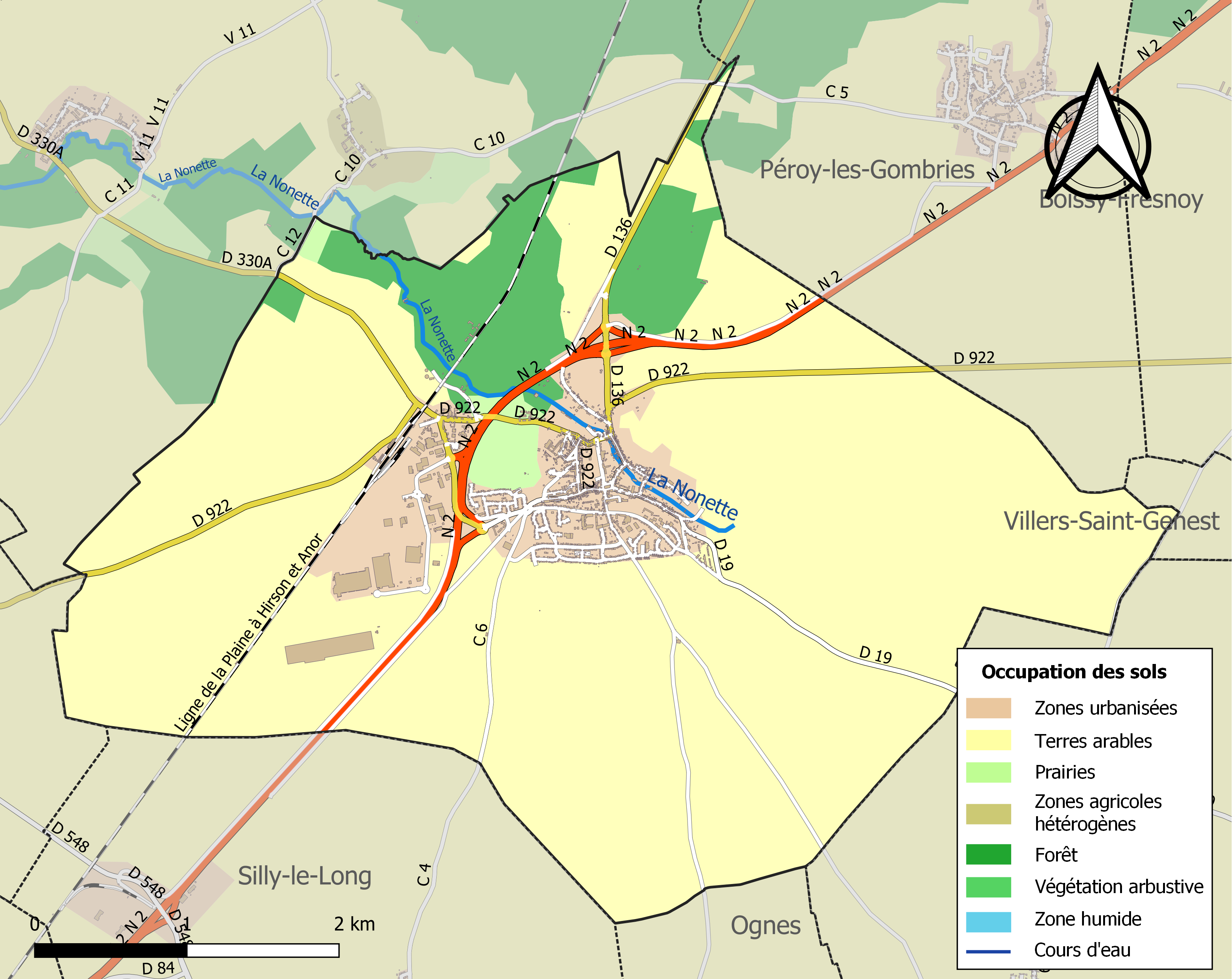
Carte des infrastructures et de l'occupation des sols de la commune en 2018 (CLC).

### Habitat et logement
En 	2018, le nombre total de logements dans la commune était de 1 809, alors qu'il était de 1 536 en 2013 et de 1 418 en 2008.
Parmi ces logements, 93,1 % étaient des résidences principales, 1 % des résidences secondaires et 5,9 % des logements vacants. Ces logements étaient pour 57 % d'entre eux des maisons individuelles et pour 42,6 % des appartements.
| Typologie                                               | Nanteuil-le-Haudouin | Oise | France entière |
| ------------------------------------------------------- | -------------------- | ---- | -------------- |
| Résidences principales (en %)                           | 93,1                 | 90,4 | 82,1           |
| Résidences secondaires et logements occasionnels (en %) | 1                    | 2,5  | 9,7            |
| Logements vacants (en %)                                | 5,9                  | 7,1  | 8,2            |

### Voies de communication et transports

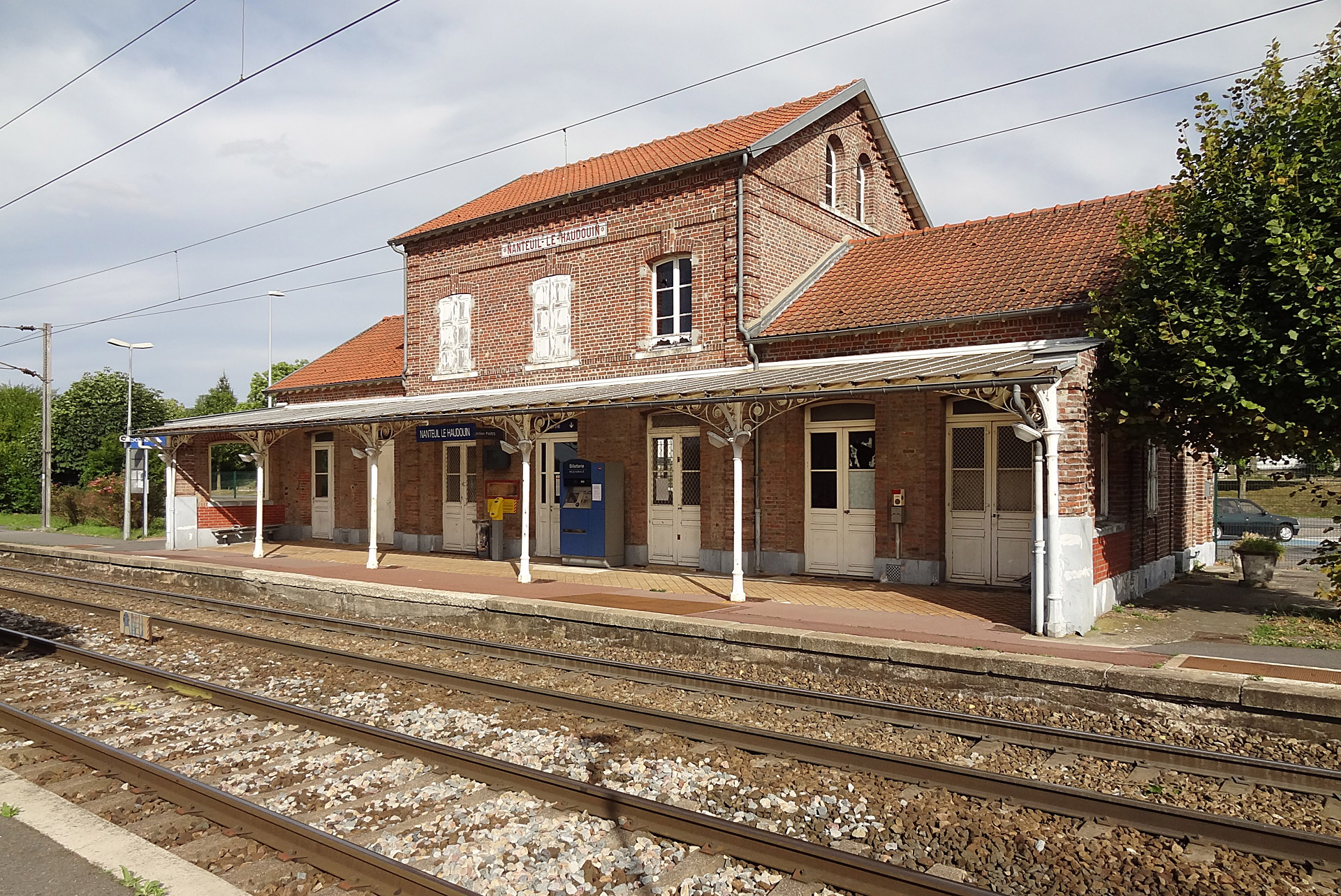
La gare vue des quais.

La commune est desservie par la gare de Nanteuil-le-Haudouin, située sur la ligne de La Plaine à Hirson et Anor (frontière) et desservie par les trains de la ligne K du Transilien effectuant des missions entre les gares de Paris-Nord et de Crépy-en-Valois) ainsi que par ceux du TER Hauts-de-France effectuant des missions entre les gares de Paris-Nord et de Laon.
La commune est desservie, en 2023, par les lignes 636, 691, 693, 6214, 6401, 6402, 6403 et 6411 du réseau interurbain de l'Oise.

## Toponymie
Le nom de la localité est attesté sous les formes fiscus Namtolensis (VIIe) ; fiscus Namtolialensis (VIIe) ; Nant vicus(VIIIe) ; apud nantolium fiscum (877) ; Nantholium (1060) ; de Nantolio (1081) ; Nantoacus (1099) ; Nantholii (1157) ; Guidonis de Nantholio (1199) ; de Nantholio (1207) ; Nantogilum hilduini (1215) ; Nantuel (vers 1220) ; Nantholium houdoini (1234) ; Gaufridus de Nantolio houdoini (1246) ; Nantolium hilduinum (1250) ; Nantheulg le houdoin (1256) ; de Nantholio houdouini (1264) ; Nantueil (1292) ; mon segnor Ph. de Nantol (XIIIe) ; Nantolium haudoini (XIIIe) ; Nantheil le houdouyn (1302) ; Nanthueilg le hodoyn (1303) ; Nanteuil le houduin (1319) ; Nanthoil le hodoin (1327) ; la ville de nantueil (1374) ; Nanteuil le hilduin (XIVe) ; Nanthuelg le Houdouin (vers 1405) ; Nantheul le hauldouyn (1519) ; Namptheul le Haudouyn (1536) ; Nantheuil (1545) ; Nantheuil le Haudouin (1583) ; Nampteuil le Hauldouin (1598) ; Nanteuille les audoins (XVIe) ; Nanteuil le Haudouin (1667) ; Nanteuil la Nonette (1794) ; Nanteuil sur Nonette (1794) ; Nanteuil-le-Haudouin (1948).

Ce nom vient du gaulois nanto, « vallée » et ialo, « clairière, défrichement », dans une dépression où naît la Nonette.

## Histoire
Sous l'Ancien Régime, Nanteuil avait un château très important qui a été possédé par les familles de Guise et Schomberg.
Le château a été détruit en 1794 durant la Révolution française.

Le château de Nanteuil-le-Haudoin
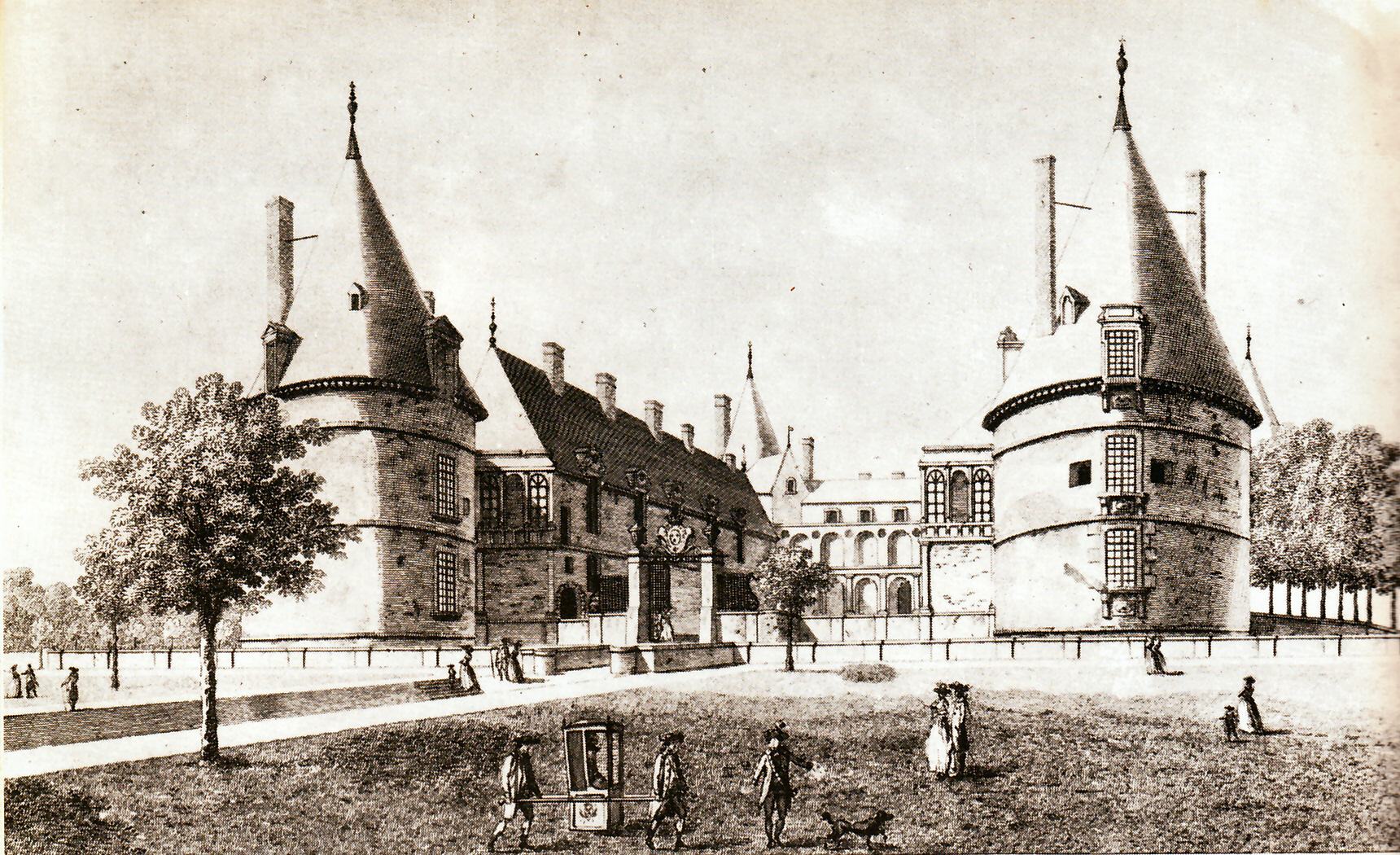
Le château au XVIe siècle
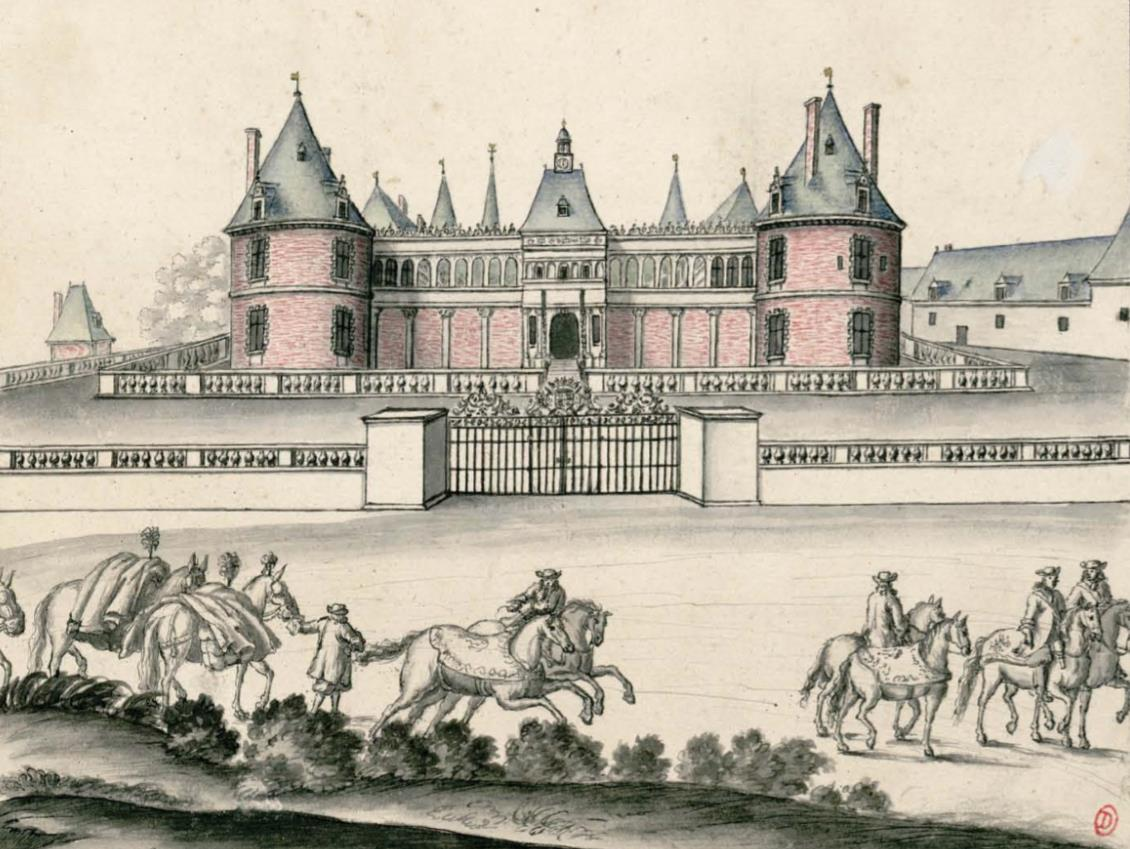
Vue du château de Nanteuil du côté de l'entrée, à la fin du XVIIe siècle
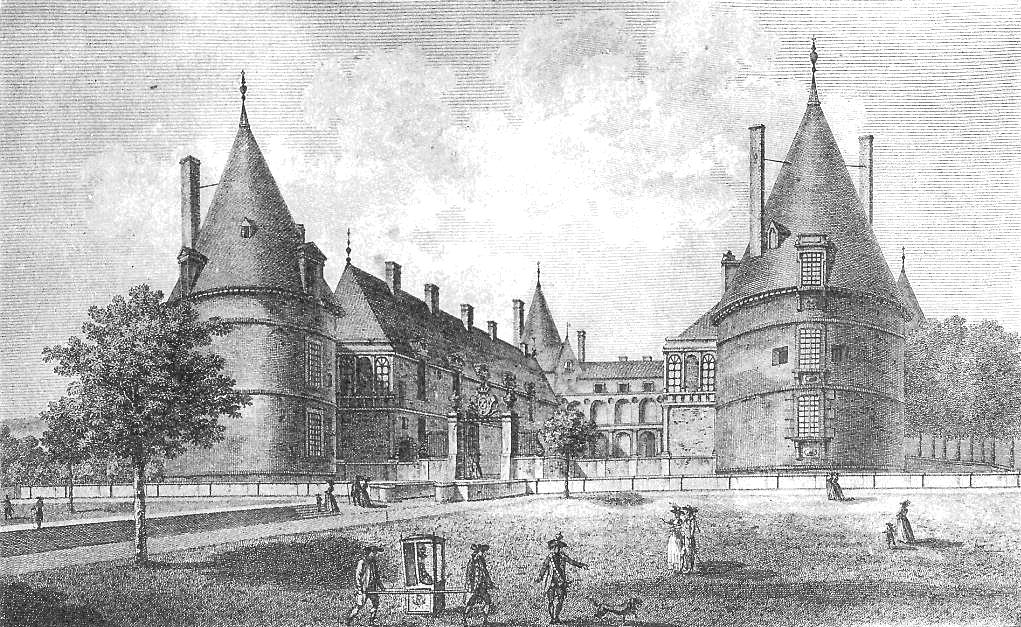
Gravure de Tavernier de Jonquières (fin du XVIIIe siècle

Première Guerre mondiale

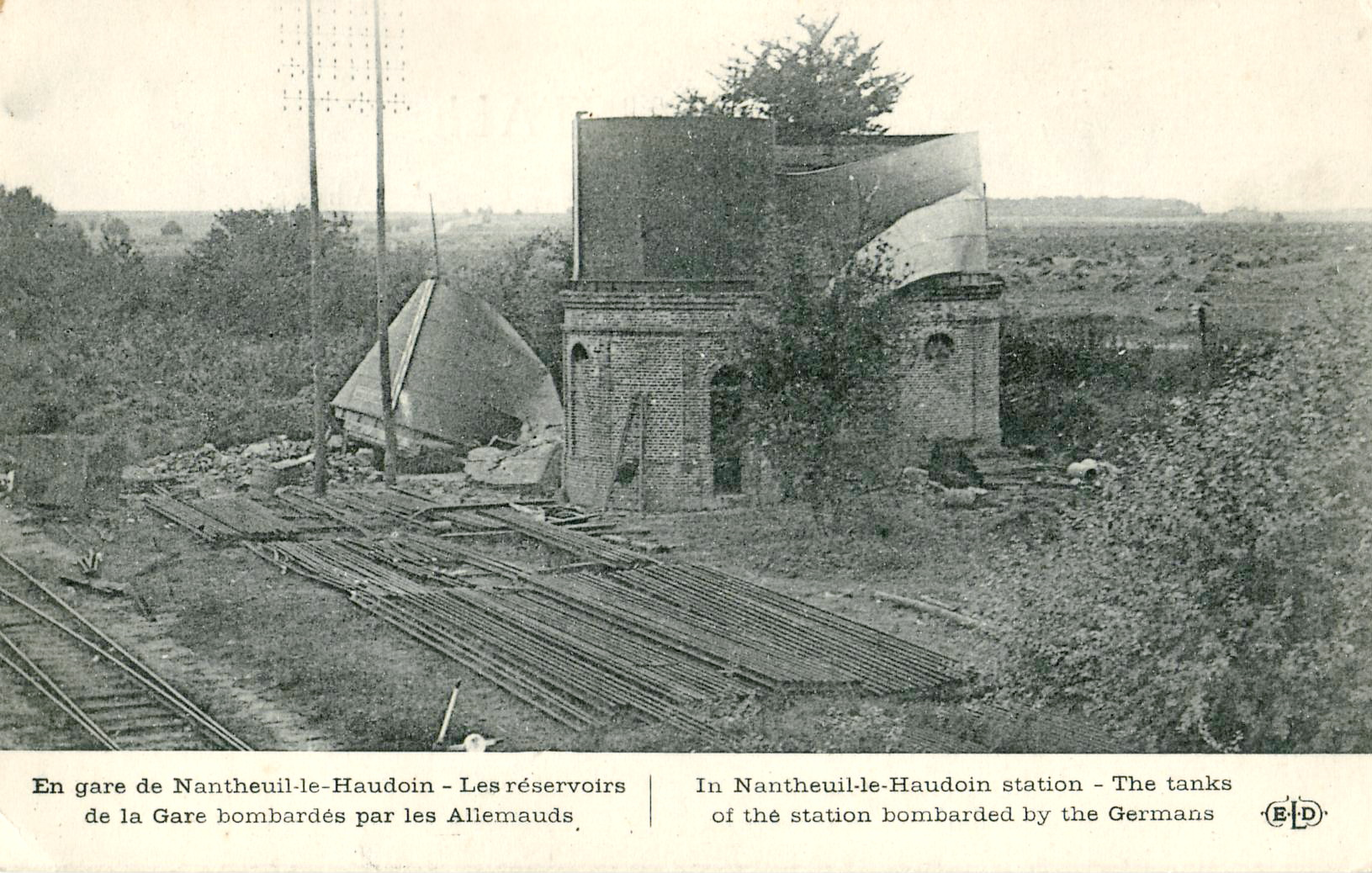
Destructions en gare de Nanteuil-le-Haudouin, pendant la Première Guerre mondiale.

Le nom de Nanteuil-le-Haudouin est associé à la bataille de la Marne, car s'est dans cette ville que les taxis de la Marne déposèrent une brigade d'infanterie française, en en faisant une anecdote de la Première Guerre mondiale.
Deuxième Guerre mondiale
La ville a été également bombardée durant la campagne de France en 1940.

## Politique et administration

### Rattachements administratifs et électoraux

#### Rattachements administratifs
La commune se trouve depuis 1926 dans l'arrondissement de Senlis du département de l'Oise.
Elle était depuis 1793 le chef-lieudu canton de Nanteuil-le-Haudouin. Dans le cadre du redécoupage cantonal de 2014 en France, cette circonscription administrative territoriale a disparu, et le canton n'est plus qu'une circonscription électorale.

#### Rattachements électoraux
Pour les élections départementales, la commune fait partie depuis 2014 d'un nouveau  canton de Nanteuil-le-Haudouin
Pour l'élection des députés, elle fait partie de la quatrième circonscription de l'Oise.

### Intercommunalité
Nanteuil-le-Haudouin est membre de la communauté de communes du Pays de Valois, un établissement public de coopération intercommunale (EPCI) à fiscalité propre créé en 1996 et auquel la commune a transféré un certain nombre de ses compétences, dans les conditions déterminées par le code général des collectivités territoriales.

### Tendances politiques et résultats
Lors du second tour des élections municipales de 2014 dans l'Oise, la liste UMP menée par Gilles Sellier  obtient la majorité absolue des suffrages exprimés, avec 935 voix (56,84 %, 18 conseillers municipaux élus dont 3 communautaires), devançant significativement celle PS-PCF  du maire sortant Philippe Coffin, qui a recueilli 710 voix (43,16 %, 5 conseillers municipaux élus dont 1 communautaire).
Lors de ce scrutin, 32,44 % des électeurs se sont abstenus.
Lors du premier tour des élections municipales de 2020 dans l'Oise, la liste DVD-LR menée par le maire sortant Gilles Sellier obtient la majorité absolue des suffrages exprimés, avec 728 voix, devançant très largement les listes menées respectivement par :

- Stéphane Xueref	(SE, 270 voix, 22,18 %, 3 conseillers municipaux élus dont 1 communautaire) ;

-  Roger Pierre (PCF,  219 voix, 17,01 %, 2 conseillers municipaux élus).

Lors de ce scrutin marqué par la pandémie de Covid-19 en France, 52,25 % des électeurs se sont abstenus.

### Liste des maires
| Période                                  | Période                      | Identité            | Étiquette    | Qualité |
| ---------------------------------------- | ---------------------------- | ------------------- | ------------ | --- |
| Les données manquantes sont à compléter. |                              |                     |              | |
| avant 1925                               | ?                            | Ernest Bacquet      | SFIO         | Conseiller d'arrondissement (1925 → 1937) |
| Les données manquantes sont à compléter. |                              |                     |              | |
| 1972                                     | mars 1977                    | Michel Junot        | CNIP         | Haut fonctionnaire Ancien député de la Seine (2e circ.) (1958 → 1962)                                                                                         |
| mars 1977                                | juin 1995                    | Jean-Pierre Hanniet | PS           | Instituteur Conseiller général de Nanteuil-le-Haudouin (1970 → 1994)                                                                                          |
| juin 1995                                | mars 2008                    | Philippe Dupille    | RPR puis UMP | Agriculteur |
| mars 2008                                | mars 2014                    | Philippe Coffin     | PS           | |
| mars 2014                                | En cours (au 5 janvier 2021) | Gilles Sellier      | UMP → LR     | Gendarme retraité Conseiller départemental de Nanteuil-le-Haudouin (2015 → ) Vice-président du conseil départemental (2021 → ) Réélu pour le mandat 2020-2026 |

### Jumelages
- Altdorf-bei-Böblingen (Allemagne)

## Équipements et services publics

### Enseignement
La restructuration des écoles primaires et maternelles est décidée en 2019 pour perlmettre la création d'un groupe scolaire maternelle  de 10 classes plus dix locaux pour le périscolaire, relié par une passerelle à l'école élémentaire, pour un coût de 6,5 millions d'euros (hors subventions),.
La commune dispose du collège Guillaume-Cale, qui a reçu le premier niveau du label E3D (Établissement en démarche de développement durable).
L'ancien lycée agricole, fermé en 2011, a été démoli et son site accueille désormais un programme immobilier de l'OPAC de l'Oise

### Culture
La commune dispose d'une médiathèque, implantée dans de nouveaux locaux construits par l'Opac, rue Gambetta en 2019.

### Sécurité
En 2018, la commune dispose de deux agents de police municipale et d'une installation de vidéosurveillance.

## Population et société

### Démographie

#### Évolution démographique
L'évolution du nombre d'habitants est connue à travers les recensements de la population effectués dans la commune depuis 1793. Pour les communes de moins de 10 000 habitants, une enquête de recensement portant sur toute la population est réalisée tous les cinq ans, les populations de référence des années intermédiaires étant quant à elles estimées par interpolation ou extrapolation. Pour la commune, le premier recensement exhaustif entrant dans le cadre du nouveau dispositif a été réalisé en 2005.

En 2022, la commune comptait 4 274 habitants, en évolution de +1,18 % par rapport à 2016 (Oise : +0,87 %, France hors Mayotte : +2,11 %).
| 1793  | 1800  | 1806  | 1821  | 1831  | 1836  | 1841  | 1846  | 1851  |
| ----- | ----- | ----- | ----- | ----- | ----- | ----- | ----- | ----- |
| 1 468 | 1 401 | 1 481 | 1 338 | 1 467 | 1 499 | 1 560 | 1 568 | 1 564 |

| 1856  | 1861  | 1866  | 1872  | 1876  | 1881  | 1886  | 1891  | 1896  |
| ----- | ----- | ----- | ----- | ----- | ----- | ----- | ----- | ----- |
| 1 409 | 1 545 | 1 649 | 1 506 | 1 558 | 1 508 | 1 549 | 1 526 | 1 524 |

| 1901  | 1906  | 1911  | 1921  | 1926  | 1931  | 1936  | 1946  | 1954  |
| ----- | ----- | ----- | ----- | ----- | ----- | ----- | ----- | ----- |
| 1 498 | 1 454 | 1 439 | 1 364 | 1 390 | 1 447 | 1 443 | 1 421 | 1 612 |

| 1962  | 1968  | 1975  | 1982  | 1990  | 1999  | 2005  | 2006  | 2010  |
| ----- | ----- | ----- | ----- | ----- | ----- | ----- | ----- | ----- |
| 1 716 | 1 712 | 1 959 | 2 285 | 2 672 | 3 126 | 3 233 | 3 224 | 3 516 |

| 2015  | 2020  | 2022  | - | - | - | - | - | - |
| ----- | ----- | ----- | - | - | - | - | - | - |
| 4 093 | 4 153 | 4 274 | - | - | - | - | - | - |

#### Pyramide des âges
La population de la commune est relativement jeune.
En 2018, le taux de personnes d'un âge inférieur à 30 ans s'élève à 40,1 %, soit au-dessus de la moyenne départementale (37,3 %). À l'inverse, le taux de personnes d'âge supérieur à 60 ans est de 17,4 % la même année, alors qu'il est de 22,8 % au niveau départemental.
En 2018, la commune comptait 2 103 hommes pour 2 146 femmes, soit un taux de 50,51 % de femmes, légèrement inférieur au taux départemental (51,11 %).
Les pyramides des âges de la commune et du département s'établissent comme suit.
| Hommes | Classe d’âge | Femmes |
| ------ | ------------ | ------ |
| 0,3    | 90 ou +      | 1,3    |
| 4,1    | 75-89 ans    | 5,7    |
| 11,8   | 60-74 ans    | 11,5   |
| 21,3   | 45-59 ans    | 18,9   |
| 21,9   | 30-44 ans    | 23,1   |
| 17,5   | 15-29 ans    | 18,1   |
| 23,2   | 0-14 ans     | 21,4   |

| Hommes | Classe d’âge | Femmes |
| ------ | ------------ | ------ |
| 0,5    | 90 ou +      | 1,4    |
| 5,5    | 75-89 ans    | 7,6    |
| 15,6   | 60-74 ans    | 16,3   |
| 20,8   | 45-59 ans    | 20     |
| 19,4   | 30-44 ans    | 19,4   |
| 17,6   | 15-29 ans    | 16,2   |
| 20,6   | 0-14 ans     | 19,1   |

### Sports
La première Compagnie d'arc de Nanteuil est un club sportif classé en 2019 en division 1, pour la première fois depuis 1996, et qui souhaite se doter d'un nouveau complexe aux normes olympiques, qui serait situé derrière l'Intermarché.

## Économie
Un important entrepôt de 72 000 m2 exploité par ID Logistics est implanté le long de la RN2. Après avoir accueilli les stocks de l'enseigne Alinéa, il gère  notamment ceux de Leroy-Merlin

## Culture locale et patrimoine

### Lieux et monuments
Nanteuil-le-Haudouin compte deux monuments historiques sur son territoire :

#### Église Saint-Pierre
L'église Saint-Pierre, rue Charles-Lemaire (RD 19) et place de Verdun (portail ouest classé monument historique par arrêté de 1908, le reste du bâtiment étant inscrit en 1966) :
 À peu près régulièrement orientée, avec une légère dérivation de l'axe vers le sud-est, l'église répond à un plan cruciforme. 
Elle se compose d'une nef de quatre travées accompagnée de bas-côtés ; d'un transept non débordant ; d'un chœur au chevet plat d'une seule travée ; et de deux chapelles latérales du chœur, de plan carré. Le clocher se dresse au centre de la façade occidentale, au-dessus de la première travée de la nef. À l'exception de l'étage de beffroi du clocher avec sa flèche en charpente, couverts d'ardoise, et des chapelles latérales, l'ensemble de l'église a été édifié d'un seul jet pendant le troisième quart du XIIe siècle. 
Le style gothique primitif règne alors sur les édifices religieux du nord du bassin parisien, mais l'église de Nanteuil-le-Haudouin reflète assez peu les éléments caractéristiques de ce style et se singularise en plusieurs points. C'est une construction robuste et austère, dont l'extérieur n'est pratiquement pas décoré en dehors des portails, et dont l'intérieur affiche un style lourd dénué de raffinement. 
Comme l'indiquent notamment les deux fortes tourelles octogonales précédant la façade occidentale, l'édifice appartient au groupe des églises fortifiées, et il est l'un des très rares représentants de ce type dans la région. C'est cette particularité qui fait sa valeur archéologique, ainsi que les supports des voûtes très atypiques à l'intérieur. Le chœur, ses deux chapelles latérales et le transept ont été remaniés au XVIIIe siècle.

#### Vestiges du château
Les Vestiges du château, rue des Pavillons (inscrits monument historique par arrêté de 1950) : Sur un terrain privé, subsistent deux pavillons ayant fait partie du domaine du château. Ils sont reliés par une terrasse prenant appui sur un mur de soutènement. Le château proprement dit, qui datait du XVIe siècle ou du XVIIe siècle et était de style Renaissance, a été démoli en 1794, pendant la Révolution française. Son parc se situait au niveau du centre équestre et que le jardin bas occupait le parc des écoles. Des caves du château subsistent également  utilisées autrefois comme cellier pour la nourriture, et qu'une association aimerait réutiliser comme musée.

#### Autres monuments
- Un dolmen a été signalé à mi-chemin entre Nanteuil[48]et la commune limitrophe d'Ormoy , mais on ignore encore sur quelle commune il se trouve.
- Pavillons en brique et pierre de l'ancien château du XVIIe siècle des Guise et des Schomberg, disparu, et le mur de soutènement des terrasses reliant ces deux pavillons (inscription par arrêté du 20 janvier 1950[49]) ; ainsi que les écuries du château.
- Chapelle de l'ancien Hôtel-Dieu.
- Les vestiges du vieux pédiluve et abreuvoir pour chevaux sur la jeune Nonette qui prend source à Nanteuil.
- Chapelle Notre-Dame-des-Marais, en dehors du bourg, au nord[50]
- Pont probablement médiéval sur la Nonette près du Grand moulin, construction en pierres sèches taillées, à quatre arches. La Nonette a été canalisée pour les besoins du moulin et ne passe plus en dessous du pont.

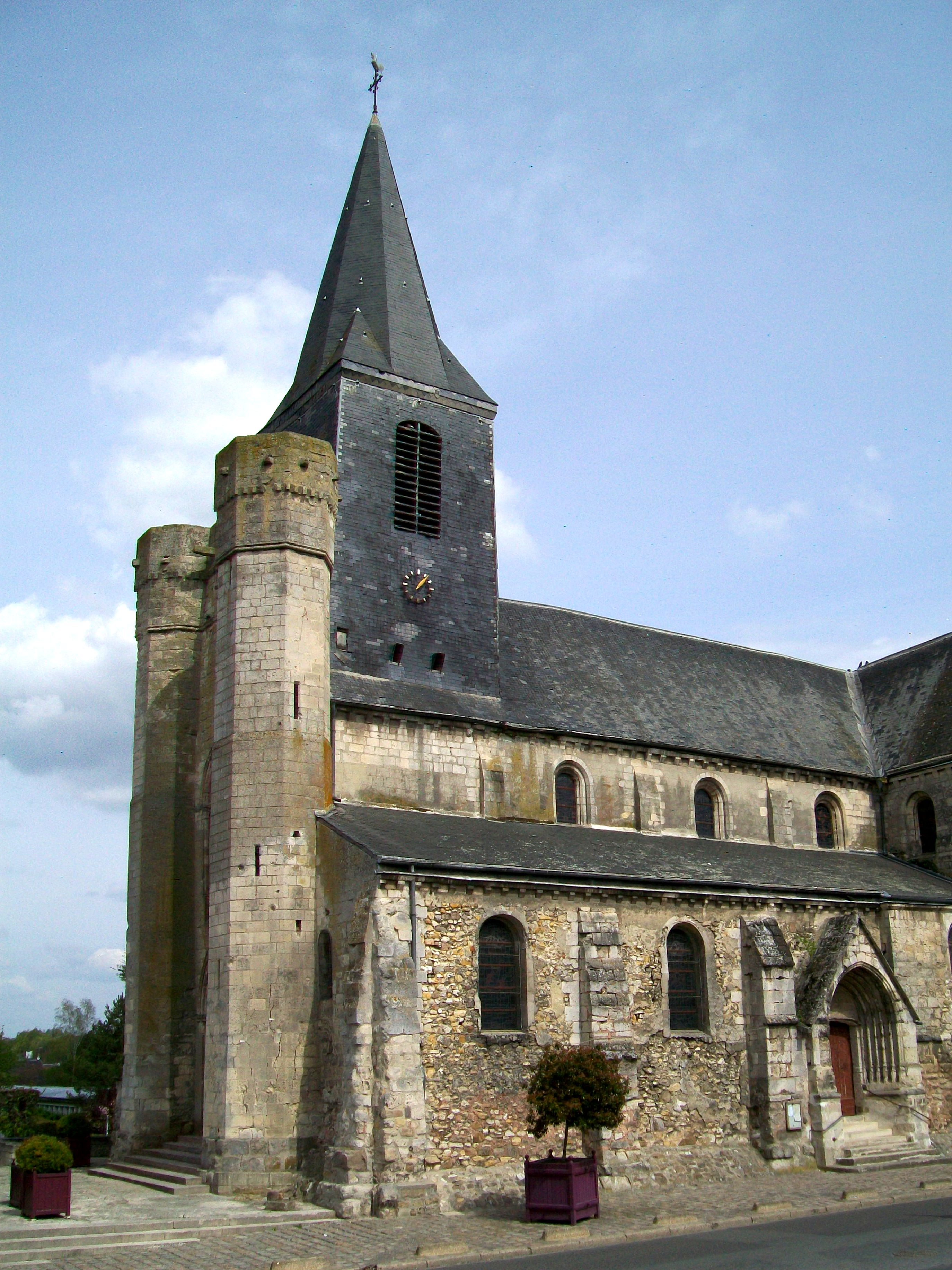
L'église Saint-Pierre, vue partielle, avec les deux tourelles à caractère défensif encadrant le clocher.
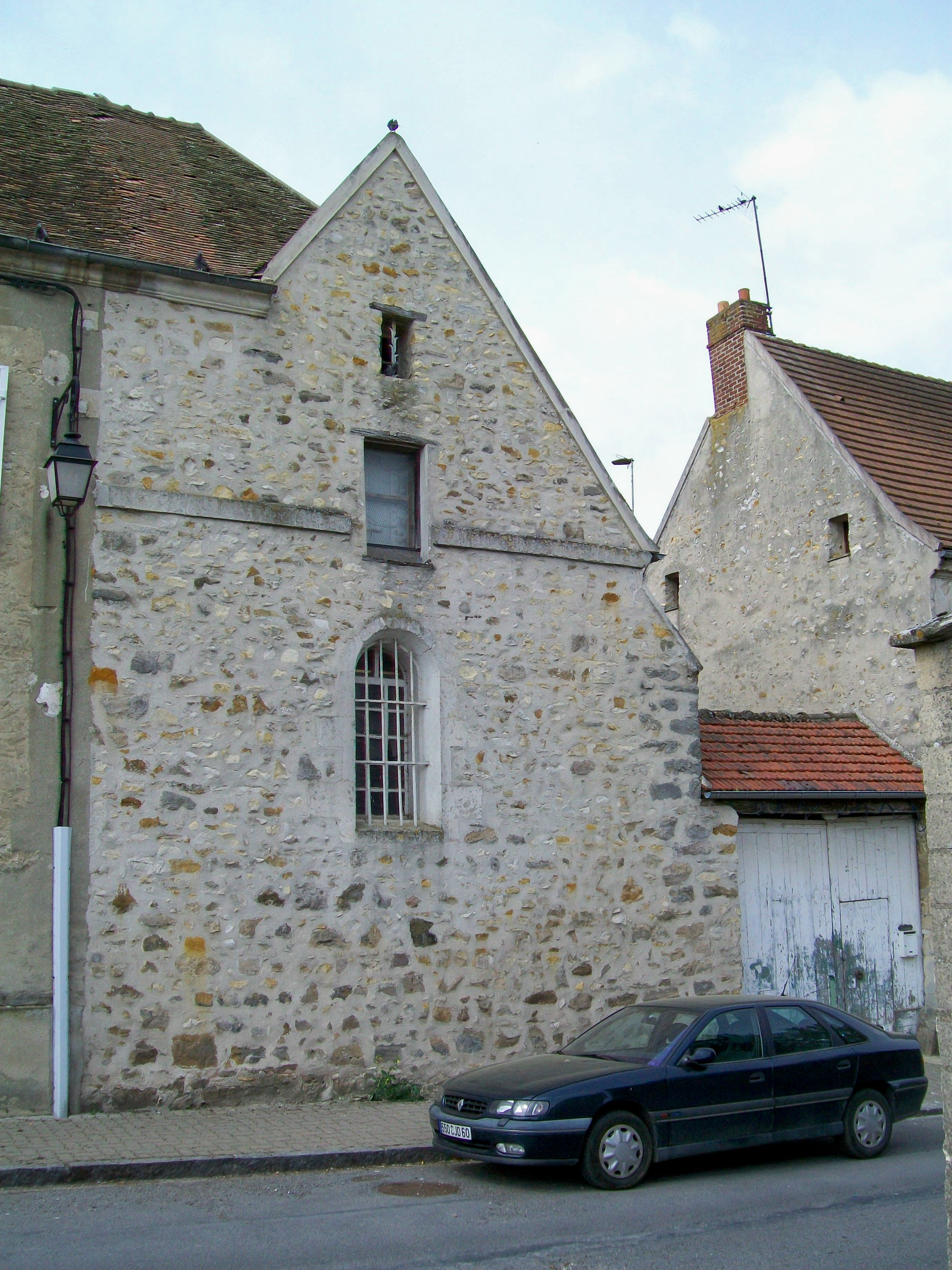
La chapelle de l'ancien Hôtel-dieu, rue de l'Hôtel-dieu au sud de l'église.
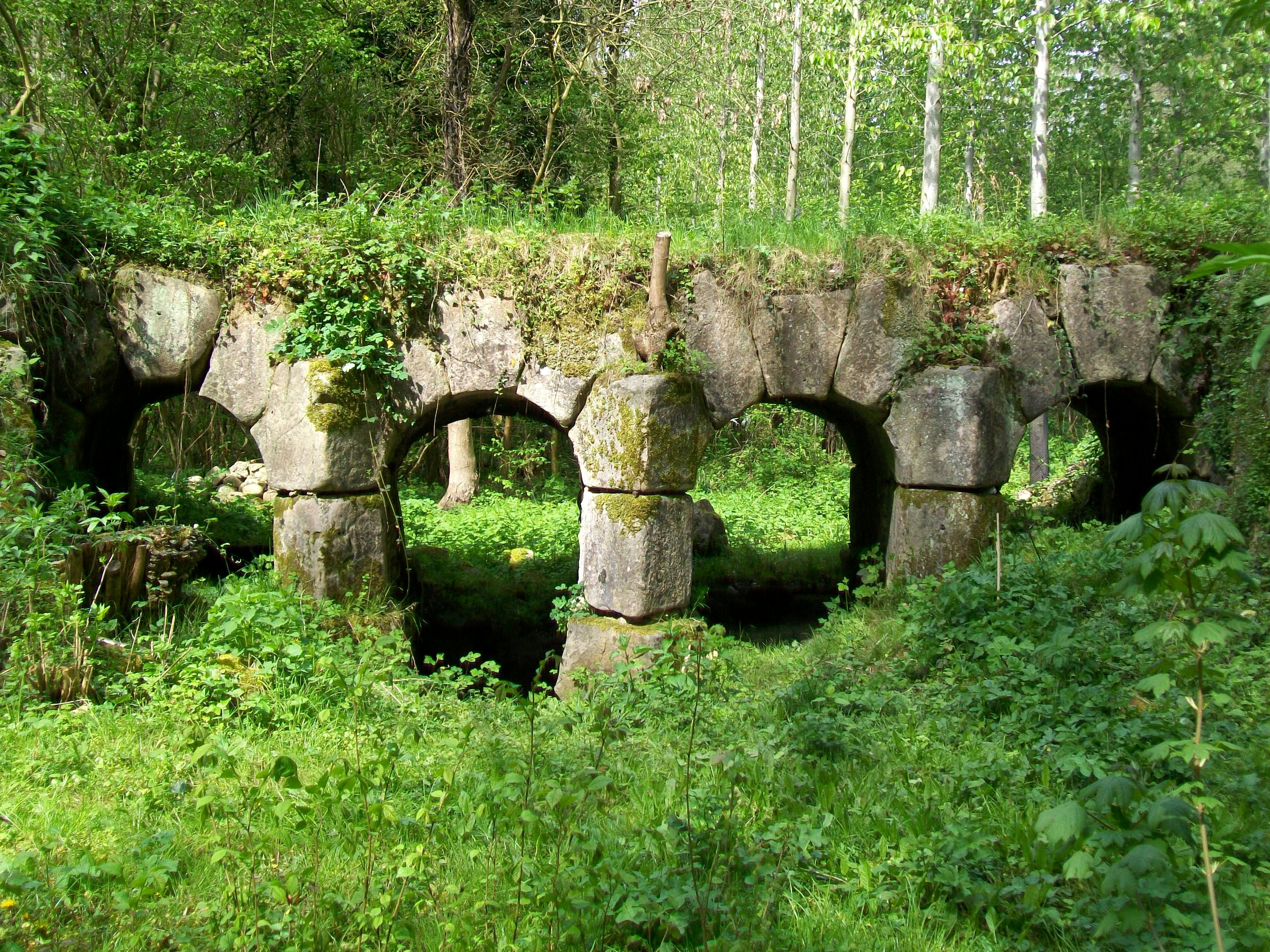
Vieux pont. Il s'agit d'une construction en pierres sèches taillées. Sur les trois piliers, les blocs de base des arches sont communes à deux arches et pointues où elles devaient affronter le courant de la Nonette.
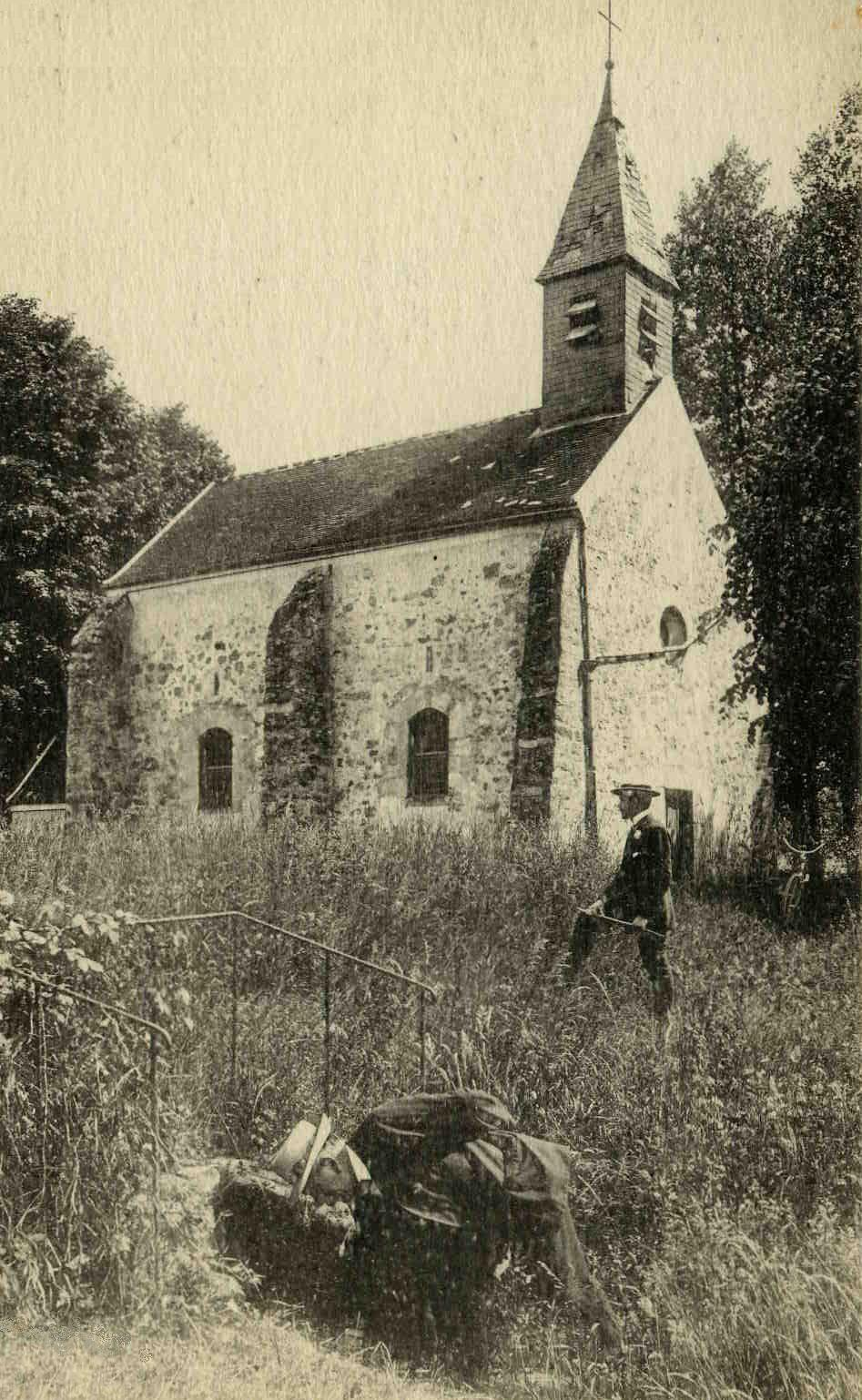
La chapelle Notre-Dame-des-Marais, à l'écart du bourg. Aspect au début du XXe siècle.

#### Lieu de mémoire de la Première Guerre mondiale
Le monument aux Taxis de la Marne se trouve à l'ouest de la commune de Nanteuil-le-Haudouin, à un rond-point permettant de se rendre vers Paris, Senlis ou Crépy-en-Valois. Sur une plaque de pierre allongée sur le sol a été gravée cette inscription : « Ici le 7 septembre 1914, les taxis parisiens réquisitionnés par le général Gallieni, gouverneur militaire de Paris, ont amené les renforts qui ont permis à l'armée française de remporter la victoire de la Marne. Cette manœuvre décisive a pris le nom de l'épopée des Taxis de la Marne ».

### Personnalités liées à la commune
- Philippe II de Nanteuil[51], seigneur de Nanteuil-les-Haudouin, époux d'Isabelle de Nesle avec qui il eut le fils Jean de Nanteuil, qui fut nommé évêque de Troyes de 1269 à 1298. Son frère était Renaud de Nanteuil qui succéda à son neveu (frère de Jean) Thibaud comme évêque de Bauvais.
- Gaspard de Schomberg (1540-1599), surintendant des finances d'Henri IV, comte de Nanteuil.
- Henri de Schomberg (1575-1632), surintendant des finances, maréchal de France à partir de 1625, comte de Nanteuil.
- L'abbé Rozier (1734-1793), agronome, était prieur commendataire de Nanteuil-le-Haudouin.
- Amédée Alphonse Lejeune (1808-1890), architecte de l'ordre de la Légion d'honneur de 1838 à 1871, qui restaura notamment les châteaux d'Ecouen et de Saverne, né à Nanteuil.
- Eugène Caslant (1865-1940), polytechnicien et astrologue, né à Nanteuil.
- André Jacques Fonteny (1885-1953), journaliste et président-fondateur d'une association d'anciens combattants, né à Nanteuil.
- Gilbert Chevance (1907-1944), résistant mort en déportation, né à Nanteuil.
- Maurice Chevance (1910-1996), alias Chevance-Bertin, frère de Gilbert, homme politique et résistant, Compagnon de la Libération[52], né à Nanteuil.

### Dans la culture
La ville imaginaire de Nadine, dans Inglourious Basterds, est située à l'emplacement de Nanteuil-le-Haudouin.

### Héraldique
| Blason | Blasonnement : Ecartelé : au premier : de gueules aux six fleurs de lys d'or ordonnées 3, 2 et 1 ; au deuxième : d'or à la bande de gueules accompagnée de six merlettes du même ordonnées en orle ; au troisième : d'argent au lion coupé de gueules et de sinople ; au quatrième : d'azur aux trois fleurs de lys d'or accompagnées, en abîme, d'un bâton péri de gueules en bande. |